# Leucotrichum organense
Leucotrichum organense là một loài thực vật có mạch trong họ Polypodiaceae. Loài này được (Gardner) Labiak mô tả khoa học đầu tiên năm 2010.